# Alexandru Săvulescu
Alexandru Săvulescu (1898. január 8. – 1961. december 11.) román labdarúgóedző, szövetségi kapitány.

## Pályafutása
1934–35-ben és 1938-ban a román válogatott szövetségi kapitánya volt Constantin Rădulescuval. Részt vett az 1938-as franciaországi világbajnokságon.